# Andrej Kobenko
Andrej Vasil'evič Kobenko (in russo Андрей Васильевич Кобенко?; Majkop, 25 giugno 1982) è un ex calciatore russo, di ruolo centrocampista.

## Palmarès

### Club

#### Competizioni nazionali
- Campionato russo: 1

Rubin Kazan': 2008